# 氨苯碸
氨苯碸（INN：dapsone）全称 4,4′-二氨基二苯砜（DDS）或 4,4'-磺酰二苯胺（SDA），音译達普頌，是一種抗菌剂，其结构为磺胺样砜类的母体化合物，氨苯砜及其衍生物对革兰氏阴性与阳性菌有广泛抑制作用，包括结核杆菌，麻风杆菌，且对恶性疟原虫亦有抑制作用。
氨苯砜一般常與利福平和氯法齊明聯合用於治療麻風病；此外，可用於治療和預防肺囊蟲肺炎，以及免疫缺陷者於預防弓蟲症時使用的二線藥物，還用於治療痤瘡、疱疹樣皮膚炎和各種其他形式的皮膚病。氨苯碸有口服形式，也有用於塗抹的凝膠形式（外用藥物）。
使用後的嚴重副作用有白血球減少症、溶血反應，尤其是對葡萄糖-6-磷酸去氫酶缺乏症 (G-6-PD) 或對氨苯碸有過敏反應者。常見的副作用有噁心和食慾不振。其他副作用有肝炎、正鐵血紅蛋白血症和多種皮疹。雖然懷孕期間的個體使用對胎兒的安全性尚不完全清楚，但一些醫生建議麻風病患者繼續使用。它是種碸類藥物。
氨苯碸於1937年首次被當作一種抗生素而受到研究。於1945年開始用於治療麻風病。它被收列於世界衛生組織基本藥物標準清單之中。經口服攝取或是局部外用，市面有通用名藥物販售，價格並不昂貴。

## 醫療用途

### 感染
氨苯碸通常與利福平與氯法齊明聯合用於治療痲瘋病。也用於治療和預防肺囊蟲肺炎 (PCP)。它也用於治療無法耐受含磺胺甲噁唑的甲氧苄啶人群的弓蟲症。
口服氨苯碸是最早用於治療中度至重度尋常性痤瘡的藥物之一，且仍偶爾會用於治療嚴重病例。氨苯碸的外用形式也有效，且有較少的副作用。
目前尚不清楚與乙胺嘧啶聯合使用是否有助於預防瘧疾。

### 自體免疫性疾病
- 圓盤狀紅斑性狼瘡（Cutaneous lupus erythematosis）。氨苯碸對於中度、重度或難治性圓盤狀紅斑性狼瘡患者有效且使用安全。[19]
- 特發性血小板減少性紫癜。氨苯碸對於特發性血小板減少性紫癜患者的輔助性減量糖皮質激素治療有效且使用安全，並且對於治療具有抗核抗體患者的效果優於達那唑或干擾素α（英语：interferon  alfa）。[20]
- 慢性自發性蕁麻疹（英语：Chronic spontaneous urticaria）。對於抗組織胺藥和其他一線藥物均無療效的慢性自發性蕁麻疹患者，將氨苯碸用作二線藥物，有效且使用安全。[21][22]
- 復發性多發性軟骨炎（英语：Relapsing polychondritis）。雖然尚無臨床試驗證明氨苯碸可用於治療復發性多發性軟骨炎，但有許多病例報告顯示氨苯碸在25毫克/天至200毫克/天的劑量下，可發揮療效。[23]

### 其他病症
與無麩質飲食結合，可治療皰疹樣皮膚炎。
可用於治療發生壞死的棕色遁蛛咬傷。
一項評論發現單獨使用口服氨苯碸對80%的早期病例有效，而被建議用於治療慢性隆起性紅斑。然而氨苯碸可能會引起嚴重副作用，表示有時應該使用類固醇或其他抗生素來代替，但這些替代療法的效果會差得多。
於2015年8月發表的一篇評論指出氨苯碸可有效對抗全身性環狀肉芽腫。
氨苯碸已被用於設計為染料吸附聚合物的單體。

## 使用禁忌及注意事項
患有紫質症、貧血、心臟病、肺病、HIV感染、G6PD和肝功能不全的人在使用氨苯碸時，有出現較高不良反應的風險。

## 不良影響
接受氨苯碸治療的人中會有1.4%發生敏感反應的案例，在醫療資源匱乏地區可能會因此導致致命結果。這種反應是嚴重皮膚不良反應（SCAR）中的一種，主要是DRESS症候群或是DRESS樣反應。

### 血液
溶血反應是最為突出的副作用，使用氨苯碸治療的患者中約有20%會發生此種反應，通常與使用劑量有關。它可能導致溶血性貧血和正鐵血紅蛋白血症。這種副作用在G-6-PD患者中更為常見，且狀況嚴重，導致含氨苯碸的抗瘧疾複方藥物氯丙胍/氨苯碸（品牌名稱Lapdap）因此退出臨床使用。據報導有一新生兒因母乳中含有氨苯碸而發生溶血反應的案例。單獨使用氨苯碸時很少發生白血球減少症，但在預防瘧疾的聯合治療方案中較為常見。白血球形成異常（包括再生不良性貧血）很少見，但卻是利用氨苯碸治療導致多起死亡的原因。
長期接受標準劑量（100毫克/天）治療的患者中約15%會出現正鐵血紅蛋白血症。只有特殊的多波長血氧儀（一氧化碳脈搏血氧計）才能直接檢測出此種病症。當一般脈搏血氧飽和儀讀數較低與動脈血氧分析結果較高之間存在"飽和差距"時，就可能有正鐵血紅蛋白血症存在的嫌疑。

### 肝臟
藥廠報告有用藥後毒性肝炎和黃疸案例出現。這些毒性反應也可能是氨苯碸超敏症候群（SCAR）或氨苯碸症候群（見下文）中的一種。氨苯碸由細胞色素P450系統代謝，特別是同功酶如細胞色素 P450 2D6、細胞色素P450 2B6、細胞色素P450 3A4和細胞色素P450 2C19。使用此藥物，與細胞色素P450產生的代謝物作用而導致的正鐵血紅蛋白血症有關聯。

### 皮膚
氨苯碸凝膠於局部使用時會引起輕度皮膚不適、發紅、乾燥、灼熱感和發癢。與名為benzoyl peroxide（治療痤瘡用產品）一起使用時，可能皮膚會出現暫時性的黃色或橙色。

### 氨苯碸超敏症候群
部分患者會出現敏感反應。這種反應在接受多種藥物治療的患者中可能會更常見。
反應包含有皮疹，也可能包含發燒、黃疸和嗜酸性粒細胞增多症，且可能是SCAR反應中的一種。一般來說，這些症狀會在治療的前六週內出現，或根本不會出現，可透過皮質類固醇治療以改善。

### 其他不良影響
其他不良反應有噁心、頭痛和皮疹（此為常見反應）、失眠、思覺失調和周邊神經病變。對肺部的影響甚少發生，但有的話可能會很嚴重，但通常可經治療改善。

## 作用機轉
氨苯碸是種抗細菌藥，會透過與對氨基苯甲酸競爭二氫葉酸合成酶的活性位點，抑制細菌合成二氫葉酸，而抑制核酸合成。磺胺類藥物在結構上與氨苯碸不同，但也以相同方式發揮作用。
氨苯碸有抑制發炎的作用，可抑制多形核細胞中髓過氧化物酶-H2O2-鹵化物介導的細胞毒性系統。嗜中性球透過呼吸爆發殺死細菌過程中，髓過氧化物酶將過氧化氫 (H2O2) 轉化為次氯酸 (HOCl)。 HOCl是嗜中性球產生的最有效的氧化劑，在發炎過程中也會造成嚴重的組織損傷。氨苯碸以無活性的中間體形式阻止髓過氧化物酶，而可逆地抑制該酶，而可防止次氯酸積聚，並減少發炎期間的組織損傷。髓過氧化物酶抑制也被認為是一種神經元保護機制，可減少阿茲海默症和中風等神經退化性疾病中的發炎。
氨苯碸的抗發炎和免疫調節作用被認為是其治療皰疹樣皮膚炎的作用機制。
氨苯碸是一種無臭的白色至乳白色結晶粉末，味微苦。

## 歷史

### 發現

E. Fromm與J. Wittmann提出由4-硝基氯苯合成氨苯碸的報告（1908年）。

20世紀初，德國化學家保羅·埃爾利希利用基於某些染料具有殺死微生物的能力而發展出選擇性毒性理論。德國病理學家與細菌學家格哈德·多馬克於1932年取得重大突破，發現抗菌劑百浪多息（磺酰胺基雷索定（sulfonamidochrysoidine）），後來因其成就而獲得諾貝爾獎。對相關化學物質作進一步研究為磺胺類藥物和碸療法開闢道路，首先由達尼埃爾·博韋和他在巴斯德研究所的團隊於1935年發現磺胺（百浪多息的活性劑），然後由法國的埃內斯特·富爾諾和英國的格拉德溫·布特爾分別獨立開發出氨苯碸。

### 擬用於抗瘧治療
由於抗藥性瘧疾在非洲蔓延，促使各方積極開發新型低成本抗瘧疾藥物。惡性瘧原蟲是引起瘧疾的瘧原蟲之一，對氯化奎寧和磺胺多辛/乙胺嘧啶（兩種最常見的瘧疾治療藥物）產生抗藥性。有一名為青蒿素的抗瘧藥於20世紀80年代開發成功，但因價格昂貴，無法大規模使用，而促使葛蘭素史克開發出一種由氯丙胍/氨苯碸組成的複方藥物 - Lapdap，並於2003年10月在英國獲准用於醫療用途。
Lapdap的優點之一是氯丙胍和氨苯碸均為低成本藥物。另一個原因是由於它是複方藥物，不太容易引起抗藥性。然而因氨苯碸會導致G6PD患者發生溶血性貧血，並且因撒哈拉以南非洲地區人口中有10-25%有G6PD的狀況，使用Lapdap並不安全。葛蘭素史克於2008年2月將其撤下，而當時此種藥物在許多非洲國家中已銷售四年。

### 氨苯碸凝膠
據報導氨苯碸在少數病例中可有效治療痤瘡，但因溶血性貧血風險使其無法廣泛使用。科學家歷經多年嘗試，開發出一種氨苯碸外用製劑，可與口服氨苯碸一樣有效對抗痤瘡，且無溶血副作用。由於氨苯碸極難溶於水性溶劑，開發困難。生物製劑公司QLT USA於2000年開發出Aczone，是種含5%氨苯碸的凝膠，可有效治療痤瘡，即使對有G6PD的使用者也不會導致血紅蛋白水平顯著下降。美國食品藥物管理局（FDA）於2016年2月核准含7.5%氨苯碸凝膠作治療用途。這種含有更高濃度氨苯碸的凝膠有每日只需使用一次的優勢（含5%濃度的需每日使用兩次）。

## 其他用途
氨苯碸也可用作環氧樹脂和亞胺基玻璃體態聚合物等材料的固化劑，可應用於印刷電路板、黏合劑和塗料。它在環氧樹脂體系中的應用通常會產生具有高玻璃轉化溫度的樹脂。

## 外部連結
- . Drug Information Portal. U.S. National Library of Medicine.   [2024-03-07]. （原始内容存档于2022-11-22）.